# Reinhard Mätzig
Reinhard Edwin Mätzig (* 2. Juli 1895 in Lichtenberg; † 9. November 1980) war ein deutscher Politiker (KPD/SED). Er war in der Weimarer Republik Abgeordneter des Sächsischen Landtages.

## Leben
Mätzig, Sohn eines Webers und Waldarbeiters, arbeitete selbst als Metallarbeiter. 1914 trat er der SPD bei. Im Ersten Weltkrieg kämpfte er ab 1916 als Soldat an der Front. Im November 1918 gehörte er dem Soldatenrat in Verdun an. 1919 kehrte Mätzig nach Deutschland zurück und wurde Angehöriger des militärischen Grenzschutzes.
Ab 1920 war er wieder als Arbeiter tätig und fungierte auch als Betriebsrat. 1920 trat er der KPD bei, verließ die Partei jedoch im Folgejahr wegen politischer Differenzen. 1924 trat er erneut der KPD bei und wurde 1925 Mitglied der KPD-Unterbezirksleitung Zittau. 1930 wurde er in den Sächsischen Landtag gewählt, dem er bis 1933 angehörte. Ab 1932 war Mätzig hauptamtlicher Mitarbeiter für Massenorganisationen der KPD-Bezirksleitung Sachsen, zuletzt Sekretär des KPD-Unterbezirks Bautzen.
Nach der „Machtergreifung“ der Nationalsozialisten 1933 arbeitete Mätzig zunächst illegal für die KPD im Raum Dresden. Später flüchtete er in die Tschechoslowakei und war von 1935 bis 1938 Leiter des KPD-Grenzabschnitts Teplitz-Schönau. 1937 wurde er ausgebürgert (Liste 23). Im März 1939 emigrierte er über Polen nach Großbritannien. Dort fand er eine Beschäftigung als Gärtner und Hausmeister. 1940 wurde er in Liverpool, dann auf der Isle of Man interniert und schließlich nach Australien gebracht. Im Herbst 1941 kehrte Mätzig nach Großbritannien zurück. Von 1942 bis 1948 arbeitete er als Schlosser in einem chemischen Betrieb und war Mitglied der Trade Unions.
Im Mai 1948 kehrte Mätzig nach Deutschland, in die SBZ, zurück. Er wurde 1948 Zweiter Sekretär der SED Großenhain. Von 1952 bis 1965 war er Stellvertreter des Vorsitzenden des Rates des Kreises Riesa und Kreisbaudirektor. Mätzig war zudem Abgeordneter des Kreistages und Vorsitzender der Ständigen Kommission Bauwesen des Kreistages.

## Auszeichnungen
- Vaterländischer Verdienstorden in Bronze (1963), in Silber (1970) und in Gold (1975).